# Забара (Андрушёвский район)
Заба́ра (укр. Забара) — село на Украине, основано в 1793 году, находится в Андрушёвском районе  Житомирской области.
Код КОАТУУ — 1820383601. Население по переписи 2001 года составляет 402 человека. Почтовый индекс — 13432. Телефонный код — 4136. Занимает площадь 10,79 км².

## Адрес местного совета
с. Забара, ул. Ватутина, 1